# Giovanni Descalzo
Giovanni Descalzo (Sestri Levante, 1º giugno 1902 – Sestri Levante, 13 settembre 1951) è stato un poeta e scrittore italiano.
Marinaio, pescatore, contadino, operaio alla Fabbrica Italiana Tubi e infine impiegato comunale, è autore di romanzi (Esclusi, 1937 e Tutti i giorni, 1950), prose liriche (Interpretazioni, 1933) e,  per giornali e riviste, centinaia di racconti (molti dei quali per ragazzi), articoli e resoconti di viaggio talvolta riuniti poi in volume (Sotto coperta, 1933; La terra dei fossili viventi, 1938; Scogliere, 1940; Santuari, vallate e calanche della Liguria orientale, 1941; Le cinque terre, 1943 e Ai quattro venti, 1943).
Dal 1930 sino agli ultimi giorni di vita ha tenuto un diario del quale è stata pubblicata, per iniziativa del Comune della sua città, la parte iniziale relativa agli anni 1930 e 1932.
Autodidatta nei disparati ambiti letterari, egli è però considerato, innanzitutto, un poeta ligure della seconda generazione, assieme ad Angelo Barile e ad Adriano Grande: "C'è in tutt'e tre i poeti un senso di umile meraviglia (...), la poesia con un segreto palpito del cuore", afferma Carlo Bo.
Le più autorevoli pubblicazioni postume inerenti alla sua opera in versi annoverano di volta in volta le curatele di Adriano Grande, Edoardo Villa, Francesco De Nicola o gli interventi critici, oltre a quelli del citato Carlo Bo, di Giovanni Ponte, Giorgio Barberi Squarotti, Marziano Guglielminetti, Giuseppe Marchetti, Adriano Guerrini, Sergio Campailla con l'aggiunta, in tempi più recenti, di Fabio Barricalla e Fabrizio Staffoni rispettivamente per le riviste Resine e La Riviera Ligure.
È stato amico di molti artisti, tra cui l'incisore e suo editore Mimmo Guelfi e lo xilografo Eugenio Mario Raffo.
La città di Sestri Levante gli ha intitolato il Lungomare, la Scuola media statale e dedicato nel 1952 - anno successivo alla morte e cinquantennale della nascita - un busto commemorativo opera dello scultore Guido Galletti, sulla cui targa campeggiano i versi:
umile innanzi al mare che l'avvolge

e l'aspra vita dei figli partenti

ogni giorno coi remi e colla vela»
(da "Paese e mito", XII)
Nel 1981, per il trentennale della morte, nella città natale si è tenuto un convegno nazionale di studi sulla sua opera seguito, quarant'anni dopo, da una partecipata commemorazione pubblica con interventi tematici di Vincenzo Gueglio, Francesco De Nicola e Fabrizio Staffoni.
Nel 2013 è stato istituito il Premio Internazionale di poesia e narrativa “Giovanni Descalzo - Città di Sestri Levante", dal 2019 confluito nel nuovo concorso "Carlo Bo - Giovanni Descalzo".
A lui si deve il nome "Baia del Silenzio", attribuito al piccolo golfo adagiato a levante del promontorio cittadino.

## Opere principali

### Poesia
- Uligine, Sestri Levante, Tipografia Vaj, 1929; poi Sestri Levante, Gammarò Editori, 2013.
- Risacca, Genova, All'insegna della Tarasca, 1933.
- Interpretazioni (prose liriche), Genova, "Circoli", 1934.
- Paese e mito, Milano, Giovanni Scheiwiller, 1938; tiratura di 220 esemplari numerati.
- A volto di fiore, Genova, Editrice Liguria, 1944.[13]
- Variazioni, Genova, Il Gallo, 1947.

### Poesia (pubblicazioni postume)
- Risacca - poesie edite e postume, Firenze, Vallecchi, 1952.
- Vélami il sole, Milano, All'insegna del pesce d'oro-Scheiwiller, 1979.
- In riva, a cura di Francesco De Nicola, Genova, Edizioni San Marco dei Giustiniani, 1980.
- La vana fatica - Poesie (1928-1942), a cura di Francesco De Nicola, Genova, Edizioni San Marco dei Giustiniani, 2002.

### Narrativa e altro
- Sotto coperta, Genova, De Fornari e C., 1933; poi Milano, Ceschina, 1944.
- Esclusi (romanzo), Milano, Ceschina, 1937; poi Foggia, Bastogi, 1981.
- La terra dei fossili viventi, Milano, Ceschina, 1938.
- Scogliere, Milano, Ceschina, 1940; poi Scogliere - Racconti di mare, a cura di F. De Nicola, Genova, De Ferrari Editore, 2000.
- Santuari, vallate e calanche della Liguria orientale, Savona, Liguria, 1941; poi Sestri Levante, Gammarò editori, 2006.
- Le Cinque Terre, Savona, Liguria, 1943.
- Ai quattro venti, Milano, Ceschina, 1943.
- Antonio da Noli, Milano, Zucchi, 1943.
- Al lungo corso, Torino, Paravia, 1943.
- In coperta, Torino, Paravia, 1944.
- Bàciga il mozzo, Torino, Paravia, 1946.
- Su due oceani, Torino, Paravia, 1948.
- Tutti i giorni (romanzo), Milano, Ceschina, 1950; poi Sestri Levante, Gammarò edizioni, 2015.
- Buba Scala, il nemico dei negrieri, Firenze, Marzocco, 1951.
- Le Braie - il sapore del mare (romanzi brevi), Milano, Ceschina, 1953.
- Carteggio inedito Descalzo-Pastorino (1929-1951), a cura di F. De Nicola, Genova, La quercia, 1980.
- Pagine di diario (1930-1932), Genova, San Marco dei Giustiniani, 2000.
- Giovanni Descalzo - Un poeta fra gli artisti. Articoli giornalistici, presentazioni di mostre e pagine di diario, a cura di Franco Ragazzi, con la collaborazione di Francesco De Nicola, Gammarò Editori, Sestri Levante, 2008.
- Da Sestri Levante alle Cinque Terre, a cura di F. De Nicola, Sestri Levante, Gammarò edizioni, 2014 (resoconti tratti dai citati Santuari, vallate e calanche della Liguria orientale, Le Cinque Terre, In coperta).
- Pagine inedite - Il viaggio di Descalzo in Sud America (9 novembre-dicembre 1933), diario inedito in La Riviera Ligure N. 79-80: A.A. V.V., Giovanni Descalzo, Genova, Fondazione Mario Novaro, 2016, articolo e intero numero della rivista a cura di F. De Nicola.

## Curiosità
Giovanni Descalzo è stato tra i fondatori della squadra di calcio della sua città, il Sestri Levante.